# Luis Redondo (político)
Luis Rolando Redondo Guijarro (Tegucigalpa, 20 de marzo de 1973) es un ingeniero y político hondureño, presidente del Congreso  Nacional de Honduras desde 2022. es diputado por el departamento de Cortés por el Partido Libertad y Refundación (LIBRE) 

## Biografía
Luis Rolando nació el 20 de marzo de 1973 en la ciudad hondureña de Tegucigalpa.
Comenzó siendo empresario en San Pedro Sula. Se involucró apoyando a la Selección de fútbol de Honduras, siguiendo al equipo cuando jugaban de visitantes y convirtiéndose en jefe de la barra desde 2004. En ese mismo año conoció a Salvador Nasralla con quien comenzó una amistad. Viajó a los mundiales de 2010 y 2014 junto a la selección. 

## Vida política
En el 2011 apoyaría a Salvador Nasralla para la creación del Partido Anticorrupción. Se presentó como candidato a diputado al Congreso en las elecciones de 2013, en las que resultó electo.

### Partido Anticorrupción
En el 2016 comenzó una pugna contra Salvador Nasralla por ser «mal asesorado», generando una crisis que se representaba en las posibles candidaturas de Salvador Nasralla y Marlene Alvarenga. Marlene Alvarenga se presentó como candidata presidencial del partido, zanjando la discusión, mientras Salvador Nasralla sería ungido como candidato de la Alianza de Oposición. Redondo se uniría al PINU como candidato al Congreso Nacional de Honduras, saliendo electo.

### Presidencia del Congreso
En el año 2017 Salvador Nasralla fundó otro partido político, al que se unió Redondo para las elecciones de 2021. Este partido firmó una alianza con el partido Libertad y Refundación en la que Salvador Nasralla declinó su candidatura presidencial, por lo que Xiomara Castro fue la candidata. En el acuerdo con Libre se determinó que un diputado del PSH dirigiría el Congreso, siendo Redondo el elegido para ello. Esto provocó un malestar dentro del Partido Libre, donde se quería que fuera liderado por un diputado de ese mismo partido.  Desde Partido Libre eligieron a Jorge Cálix, quien contó con el apoyo de todos los diputados del Partido Nacional de Honduras y del Partido Liberal de Honduras, por lo que terminó quedando consagrado con 79 votos. Esto después derivaría en una crisis política dentro del Congreso.
El 20 de enero de 2021, Cálix fue uno de los 20 diputados electos de Partido Libre que no asistieron a la reunión convocada por el Coordinador General del partido, Manuel Zelaya, donde se pactó el apoyo a Luis Redondo para la Presidencia del Congreso. En un comunicado, Partido Libre calificó la ausencia como un «augurio de una traición contrarrevolucionaria». Al día siguiente Cálix fue escogido presidente de la directiva provisional del Congreso Nacional —y, por tanto, virtual presidente de ese órgano—, con el apoyo de 85 diputados propietarios, incluidos los 20 mencionados de Libre. Su elección causó disturbios en el interior de la cámara por parte de los demás diputados electos de Libre y la división interna de ese partido político. Debido a esto, Cálix y otros 17 diputados electos fueron expulsados de Libre, pues se les acusaba de “rebeldes” y “traidores”.
La mañana del 23 de enero de 2022, Jorge Cálix fue escogido presidente del Congreso Nacional con el voto de 79 diputados propietarios. La sesión tuvo lugar en Bosques de Zambrano, ya que simpatizantes de Libre convocados por Xiomara Castro se hallaban aglutinados en el edificio de la Cámara del Congreso. En su discurso, Cálix dijo: «Esta junta directiva está desde hoy al servicio de la presidenta de Xiomara Castro y de todos el pueblo hondureño, sin distinción de colores políticos». La instalación de la nueva legislatura se realizó vía Zoom, donde se aprobó derogar la Ley de Secretos aprobada en 2014. Simultáneamente, la facción de Luis Redondo hizo una ceremonia en la cámara del Congreso a la que no asistieron los presidentes de los poderes Ejecutivo ni Judicial de Honduras, quienes entregaron su informe de resultados a Jorge Cálix. Su facción, instalada en la cámara del Congreso, hizo votaciones con una minoría de diputados propietarios y algunos suplentes, y aprobó leyes que luego fueron publicadas en el diario oficial La Gaceta.
Tras la toma de posesión de Xiomara Castro como presidenta, Luis Redondo continuó actuando como presidente del Congreso Nacional con el apoyo de ella; sin embargo, él no fue quien tomó el juramento de ella ante las dudas de la legitimidad de su elección.  Entretanto, el 28 de enero se presentaron ante la Corte Suprema un recurso de inconstitucionalidad contra la directiva de Jorge Cálix y un recurso de amparo a favor de la misma para hacer valer su presidencia, de los cuales ninguno fueron admitidos.
El 7 de febrero, después de una reunión entre el coordinador general de Libre, Manuel Zelaya, y los 17 diputados disidentes en Casa Presidencial, se firmó un acuerdo por el cual Jorge Cálix, «para mantener la paz» y «pensando en la estabilidad del país», cedió la presidencia del Congreso a Redondo, de quien, manifestó en el documento, «lamenta» que dirija las sesiones del Congreso. El acuerdo incluyó la reincorporación de los diputados disidentes a la bancada de Libre. También en el mismo, tanto Cálix como los demás disidentes se comprometieron a apoyar las decisiones y proyectos de la presidenta Xiomara Castro. Al día siguiente, Cálix se hizo presente a la sesión del Congreso presidida por Redondo, en compañía de los disidentes y de mariachis cantando El rey. Luego saludó a los miembros de la Junta Directiva y declaró que iba «listo para legislar desde su curul».
El 17 de febrero de 2023 el Congreso Nacional eligió a los nuevos magistrados de la Corte Suprema de Justicia, pero ante el no reconocimiento de varios diputados por la ilegitimidad de la presidencia de Redondo, estos fueron juramentados por todo el pleno de diputados.